# Jag är konst
Jag är konst är ett musikalbum av den finsk-svenske artisten Markoolio. Albumet släpptes den 3 december 2008.

## Låtförteckning
1. Mvh Markoolio - 3:33
2. The Markoolio Anthem - 3.21
3. Är det så här det är när man är kär? - 3:05
4. Vacker & rik - 3.18
5. Tack - 3:14
6. Gör min grej - 3:12
7. Längesen - 3:34
8. Första gången - 3.09
9. Hoppet kvar - 3:41
10. I dag - 3.14
11. Sverige, det bästa på vår jord (bonusspår) - 3:29

## Singlar från albumet
- "The Markoolio Anthem" (12 november 2008)

## Listplaceringar
| Lista (2008-2009) | Topplacering |
| ----------------- | ------------ |
| Sverige           | 2            |

## Listplacering
1. ↑  ”Jag är konst”. Svensk mediedatabas. 27 februari 2008. http://smdb.kb.se/catalog/id/002426653. Läst 9 november 2014.
2. ↑  ”Jag är konst”. Swedishcharts. 27 februari 2008. http://swedishcharts.com/showitem.asp?interpret=Markoolio&titel=Jag+%E4r+konst&cat=a. Läst 15 maj 2010.